# 纸人 (游戏)
《纸人》是一款由北京荔枝文化傳媒公司开发的恐怖解谜游戏，其VR版本《Paper Dolls VR》于2018年5月28日上架Steam游戏平台，PC版本于2019年4月19日上架Steam游戏平台。在游戏中，玩家扮演患有抑郁症的父亲楊明遠，他驾车载送女儿的过程中遭遇车祸，失去意识后再次醒来发现自己困于一座清朝末期的废弃大宅里。他开始探索大宅收集线索，以寻求逃出去的方法。